# Kebel vára
Kebel vára egy középkori várhely Horvátországban, Krapina-Zagorje megyében, a Bedekovčinához tartozó Kebel falu határában.

## Fekvése
A vár maradványai a Gradac nevű meredek domb tetejének három oldalán találhatók, amely mintegy 76 m-rel emelkedik a Bedekovčina melletti Kebel falu fölé. Maradványai északról déli irányban körülbelül 110 m hosszúságban, nyugatról keletre pedig körülbelül 40 m szélességben húzódnak.

## Története
Kebel nemzetségi vára 1248-ban „Cubul” alakban bukkan fel először és egyetlen alkalommal közvetetten IV. Béla király oklevelében, melyben a Pocoy és Prislin birtokok közötti határt írja le.  A vár a névadó nemesi birtok székhelye volt. A kivételes stratégiai helyzetben lévő közeli Krizsaniccsal ellentétben Kebel az Ivaneci-hegység szélső, déli lejtőinek dombjai és erdői között rejtőzött, és csak akkor volt látható, amikor valaki behatolt a Kebel-patak eldugott kis völgyébe, ahol a mai Kebel falu is található. Tekintettel helyzetének rejtettségére ennek az erődnek nem volt nagy szerepe a Horvát Zagorje védelmében, de menedéket nyújthatott a helyi lakosságnak hirtelen katonai veszély esetén, mivel közvetlen vizuális kommunikációban volt a szomszédos Krizsaniccsal, mely légvonalban kevesebb, mint 2 km-re volt tőle.
Az első említés dátumát és a tipológiát figyelembe véve feltételezhetjük, hogy építését közvetlenül a tatár inváziót követő időszakban, azaz 1242 és 1248 között kezdték meg, amikor királyi rendeletre a Magyar Királyság egész területén nagy sietséggel a birtokok védelme érdekében nemesi várakat építettek. A tatárjárás idején szerzett tapasztalatok szerint az ilyen erődítmények bizonyultak a tatár hordák egyetlen gátjának. Ezt a datálást nemcsak az a tény támasztja alá, hogy ez az időszak, egy új tatár támadásra számítva a Magyar Királyság intenzív erődépítésének időszaka volt, hanem az az anyag is, amelyből az erődítményt épült, egy ilyen erődítményt ugyanis rövid idő alatt kevés ember tudta megépíteni. Tekintettel a vár kis területére, gyenge védelmi képességeire, a gyors építkezés szükségességére, és ami a legfontosabb, jó stratégiai helyzetére, feltételezhetjük, hogy egy kisebb nemesi birtok székhelyeként is szolgált azon a területen, ahol fontos utak vezettek Stájerországból Krapinán át Zágrábig és tovább a tenger felé. Ezek a favárak gyakran tűzvészekben pusztultak el. A tüzet tekintettel a környezettel szembeni kiemelkedő helyzetére okozhatta villámcsapás, lakói hanyagsága vagy ellenséges támadásra, ma nem tudhatjuk. Az biztos, hogy a tűzvész után birtokosának már nem kellett újjáépítenie. Mindezt az alapján feltételezhetjük, hogy ezt az erődítményt a 13. században a dokumentumokban soha többé nem említik.

## A vár mai állapota
A vár maradványai a Gradac nevű meredek domb tetejének három oldalán találhatók. A maradványok északról déli irányban körülbelül 110 m hosszúságban, nyugatról keletre pedig körülbelül 40 m szélességben nyúlnak ki. A domb északi végén sík tetejű kis kúpos halomból, déli végén pedig egy lapított trapézból áll, a halom tövében a rövidebb oldala felé dőlve. A várat a Crkvište nevű településrészről a domb déli lejtője mentén vezető meredek ösvényen, vagy a keleti oldalon, a Kebel falu központjától felfelé haladó, enyhén lejtős, szőlők között vezető ösvényen lehet megközelíteni. A terep elrendezése és a Gradac-hegy tetején, illetve lejtőin szétszórt kőanyag hiánya alapján kétségtelen, hogy ez a vár is fából épült. Központi része valószínűleg egy kerek torony volt egy tágas belső udvarral és az ezt körülvevő védőfallal. Ezért ezt az erődöt a motte típusú nemesi várak képviselőjének tekinthetjük.